# Бедрес
Бе́дрес или Бедр (латыш. Bedres ezers, Becezers, Bedrezers, Vecpurva ezers) — озеро в Сарканской волости Мадонского края Латвии. Относится к бассейну Даугавы.
Площадь водной поверхности — 10,7 га. Наибольшая глубина — 1 м, средняя — 0,5 м.